# يافو سيمانيتش
يافو سيمانيتش هو لاعب كرة قدم ومدرب كرة قدم صربي في مركز الوسط، ولد في 8 أغسطس 1965 في Lazarevo ‏ في صربيا. لعب مع نادي بنفيكا ونادي بوافيشتا ونادي شتوتغارت للرديف ونادي شتوتغارت ونادي فاماليساو.

## وصلات خارجية
- يافو سيمانيتش على موقع قاعدة بيانات كرة القدم.إي يو (الإنجليزية)
- يافو سيمانيتش على موقع بيانات كرة القدم. دي إي (الألمانية)